# Glenrio
Glenrio ist ein kleiner, fast völlig verlassener Ort an der alten Route 66, direkt an der Grenze zwischen den US-Bundesstaaten Texas und New Mexico. Er gehört sowohl zum Quay County in New Mexico als auch zum Deaf Smith County in Texas.

## Geschichte
Im Jahre 1906 wurde Glenrio als Ladestation der Rock Island and Gulf Railway Eisenbahngesellschaft aus Chicago gegründet. Der Ortsname setzt sich aus dem schottischen Begriff „glen“ (kleines Tal) und dem spanischen „rio“ (Fluss) zusammen. 1920 hatte Glenrio ein Hotel, ein Landmaschinengeschäft, mehrere Einkaufsmärkte, Tankstellen und Cafés. Die örtliche Zeitung, die Glenrio Tribune, erschien von 1910 bis 1934. Die Poststation gehörte zwar zu New Mexico, ausgeliefert wurde die Post aber in einem Büro auf texanischem Gebiet.
Durch den Bau der Route 66 im Jahre 1926, die direkt durch den Ort hindurchführte, wurde Glenrio über Jahrzehnte ein wichtiger Anlaufpunkt der Reisenden auf der „Mother Road“. Der Ort liegt nur zehn Meilen (16 Kilometer) östlich vom geografischen Mittelpunkt der Route 66 in Adrian (Texas), markiert also praktisch die Hälfte der Strecke zwischen Chicago und Los Angeles.

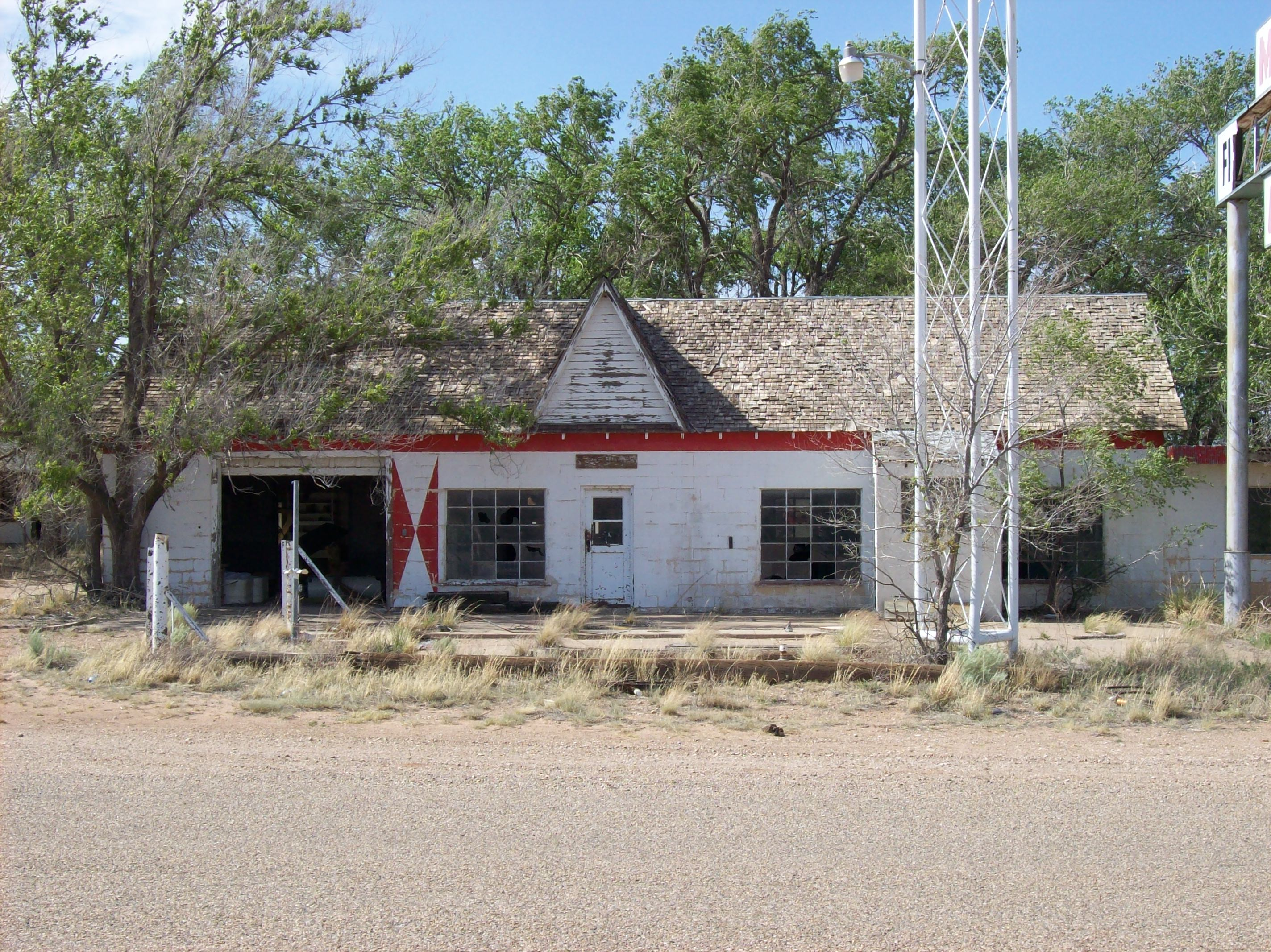
Glenrio Motel

Der Abschnitt der Route 66 in Glenrio war der Standort eines unter den Reisenden weithin bekannten Motels mit dem Werbeschild „First Motel in Texas“ auf der westlichen und „Last Motel in Texas“ auf der östlichen Seite. Ferner gehörten die Poststation, eine Phillips-66-Tankstelle, ein Diner namens „Little Juarez Cafe“ sowie das „Courtyard Motel“ zu der „Grenzübergangsstelle“ zwischen Texas und New Mexico. Auf texanischer Seite gab es keine Bars, da im Deaf Smith County kein Alkohol ausgeschenkt wurde, und keine Tankstelle auf der New-Mexico-Seite wegen der in diesem Staat höheren Benzinsteuer.
Glenrio markierte auch den Übergang zwischen zwei Zeitzonen von der „Central Time“ (UTC-6) in Texas zur „Mountain Time“ (UTC-7), die in New Mexico gilt.
Nach der Umgehung des Ortes durch den Interstate Highway 40 im Jahre 1973 ereilte Glenrio das gleiche Schicksal, wie viele andere Orte an der Route 66, die quasi über Nacht von ihrer Einnahmequelle abgeschnitten waren und in Bedeutungslosigkeit verfielen. Nahezu alle Bewohner verließen den Ort. Es sind nur wenige Wohnhäuser verblieben. Nachdem es im Jahre 1985 nur noch zwei Einwohner gab, wurde die Poststation geschlossen. Im Jahre 2000 wurden fünf Einwohner in Glenrio gezählt.
In dem Bereich an der ehemaligen Route 66 sind noch einige verfallende Reste der Motels, eines Diners und einer Tankstelle zu sehen.
Einige Szenen des Films Früchte des Zorns von 1940 wurden in Glenrio gedreht. Zu dieser Zeit hatte der Ort 30 Einwohner.

## Besucherzentrum
Am 25. Juni 2008 eröffnete der Staat New Mexico am Interstate 40 an der texanischen Grenze das Glenrio Visitor Information Center. Es gibt ein Mediencenter, ein Tiergehege, drahtlosen Internetzugang und einen Informationsschalter. Da man eine Million Besucher pro Jahr erwartet, wurde auf ökologische Gesichtspunkte geachtet. Das Abwasser wird wiederaufbereitet und ein kleines Windkraftwerk soll 20 Prozent der Energie produzieren, die das Besucherzentrum verbraucht.